# Temporada 1944-1945 del Club Joventut Badalona
La temporada 1944-1945 va ser la 6a temporada en actiu del Club Joventut Badalona des que va començar a competir de manera oficial.

## Resultats
Campionat de Catalunya
Aquesta va ser la quarta temporada en que el Joventut participava en la màxima categoria del Campionat de Catalunya, finalitzant la competició en vuitena posició.
Copa General Orgaz
En aquesta edició de la Copa General Orgaz, el Joventut va quedar eliminat en vuitens de final a mans del Montgat.

## Plantilla
La plantilla del Joventut aquesta temporada va ser la següent:
| Club Joventut Badalona: plantilla 1944-45 |
| Jugadors                                  |
| Josep Gubern                              |
| Vicenç Lleal                              |
| Francesc Cairó                            |
| Domingo                                   |
| Ezequiel Barrios                          |
| Pascual                                   |
| Abril                                     |
| Valls                                     |
| Vilaseca                                  |
| Pueo                                      |
| Salvador Riera                            |
| Jou                                       |
| Entrenador                                |
| Xavier Estruch                            |